# New World Interactive
New World Interactive — американская компания по разработке компьютерных игр, основанная Джереми Бламом в 2010 году. В августе 2020 года была куплена холдингом Embracer Group и вошла в состав Saber Interactive как дочерняя компания. New World Interactive имеет три выпущенные игры — Insurgency (2014), Day of Infamy (2017), Insurgency: Sandstorm (2018).

## История
После службы в канадской армии в 2002 году, Эндрю Спирин решил создать игру про пехоту, основываясь на своей службе. В 2005 году к команде Спирина присоединяется Джереми Блам, ранее создавший модификацию Red Orchestra: Combined Arms для Unreal Tournament 2004. Из-за успеха модификации Insurgency: Modern Infantry Combat для Half-Life 2 основывается студия New World Interactive.
Сразу после основания компании в разработку был запущен сиквел модификации, получивший название Insurgency и выпущенный 22 января 2014 года.
После большого успеха Insurgency разработчики запустили производство Day of Infamy - очередного хардкорного шутера в сеттинге Второй Мировой войны. За основу они взяли Insurgency и разрабатывали Day of Infamy как модификацию к игре. Вскоре модификация развилась как отдельная игра и была анонсирована в 2016 году, получив релиз в 2017.
Во время разработки Day of Infamy разработчики захотели перенести весь опыт Insurgency на новый современный движок, выбрав в качестве такового Unreal Engine 4. Новая игра под названием Insurgency: Sandstorm была анонсирована в 2016 году и выпущена (после нескольких переносов) в 2018.
В феврале 2019 года NWI объявила об открытии новой студии в Калгари, Канада. Новая студия будет носить название New World North. В июле того же года новая студия с гордостью объявила о приёме на работу Майкла Гриллса (ранее работавшего в Bioware), нанятого на должность арт-директора, и Дерека Черкаски, получившего должность руководителя производства.
В марте 2020 года было объявлено, что бывший президент компании Кит Уорнер займет пост генерального директора, а основатель Джереми Блам станет советником по стратегии и креативу.
В августе 2020 года Embracer Group купила New World Interactive, которая стала дочерней компанией Saber Interactive.

## Игры

### Insurgency
Производство шутера началось в 2011 году на движке Source, релиз состоялся 22 января 2014 года. Insurgency заняла второе место в рейтингах IndieDB «Indie of the Year 2014 Editor's Choice» и «Indie of the Year 2014 Player's Choice».

### Day of Infamy
Игра в жанре шутера от первого лица в сеттинге Второй Мировой войны. Изначально была модификацией к оригинальной игре Insurgency. Впоследствии разработчики решили выпустить ее как самостоятельную игру 23 марта 2017 года. 

### Insurgency: Sandstorm
Продолжение оригинальной Insurgency. Разработка игры велась параллельно разработке Day of Infamy. Была анонсирована в 2016 году, выпущена в 2018.